# Nakama (Fukuoka)
Nakama (中間市 Nakama-shi?) es una ciudad localizada en Fukuoka, Japón.
A partir de 2005, la ciudad tiene una población de 48.094 y una densidad de 3.010 personas por km². La superficie total es de 15,98 km².

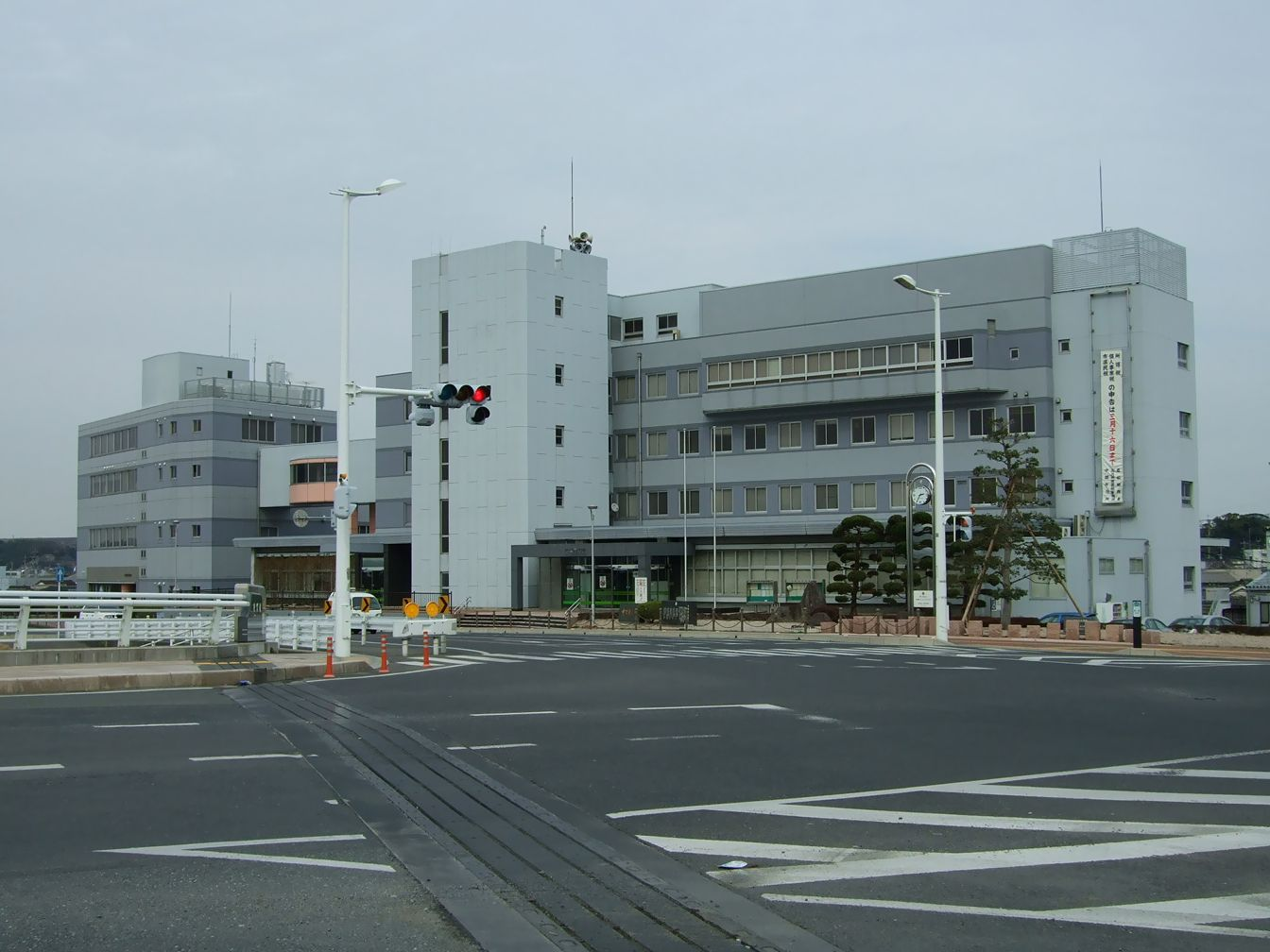
Oficinas de la ciudad de Nakama.

La ciudad fue fundada el 1958.